# コロンビア国立博物館
コロンビア国立博物館（コロンビアこくりつはくぶつかん、スペイン語: Museo Nacional de Colombia）は、コロンビアの首都ボゴタにある博物館。コロンビア最大かつ最も歴史の古い博物館である。

## 歴史
1823年の共和国議会で博物館の設立が決定した。当初は鉱物の収集に重点が置かれ、植物園の中の建物が利用された。後に数度の移転を経て1948年に現在の建物に落ち着いた。
この建物は1874年から1946年まで刑務所として使用された後、解体される予定だった。それに目をつけたのが博物館の館長だった。刑務所は堅牢に造りられており、セキュリティの面でも優れているため博物館に最適だった。2年間の改修工事の後、博物館が入居した。
1989年から2001年にかけて大規模な修繕工事が行われた。2012年にバリアフリー化工事が実施され、車椅子での巡回が容易となった 。

## 収蔵品
考古学関係10,000点、民俗学関係4,000点を収蔵している。展示の目玉となるのはコロンブス以前の先住民の金の工芸品である。
芸術関係は国内の代表な芸術家の作品、外国はラテンアメリカ、ヨーロッパ、アフリカの作品が充実している。フェルナンド・ボテロコレクションは人気がある。

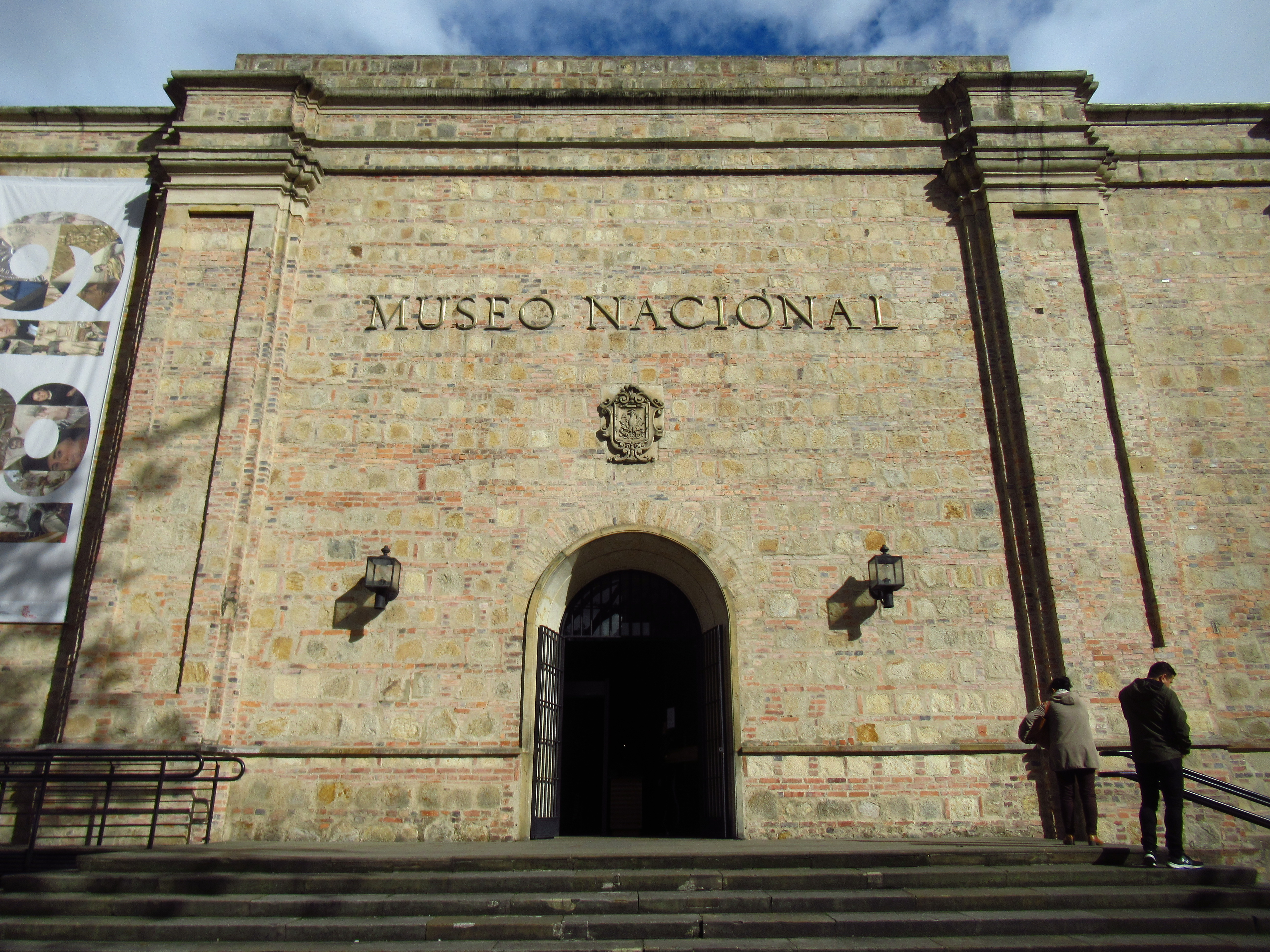
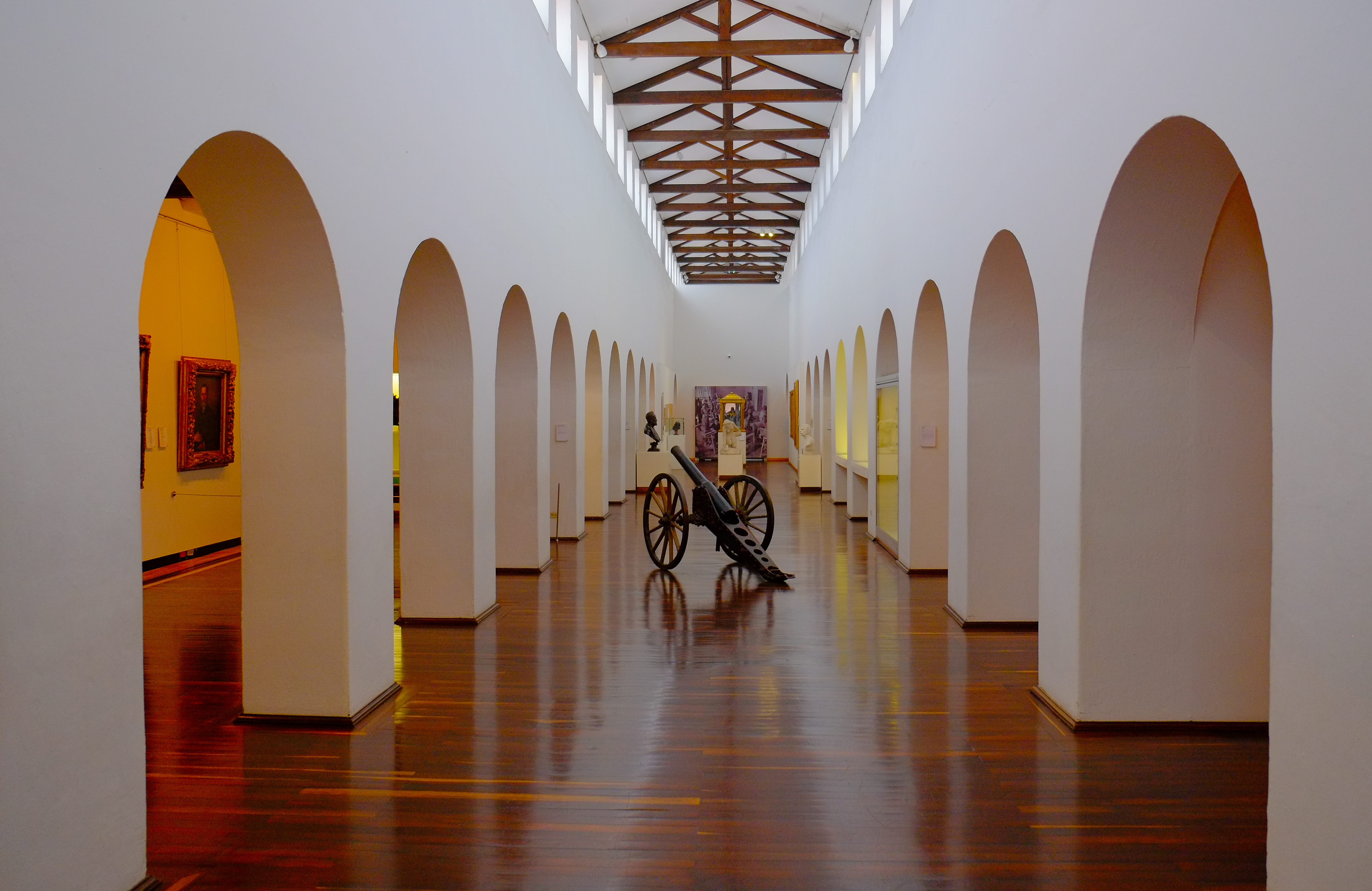
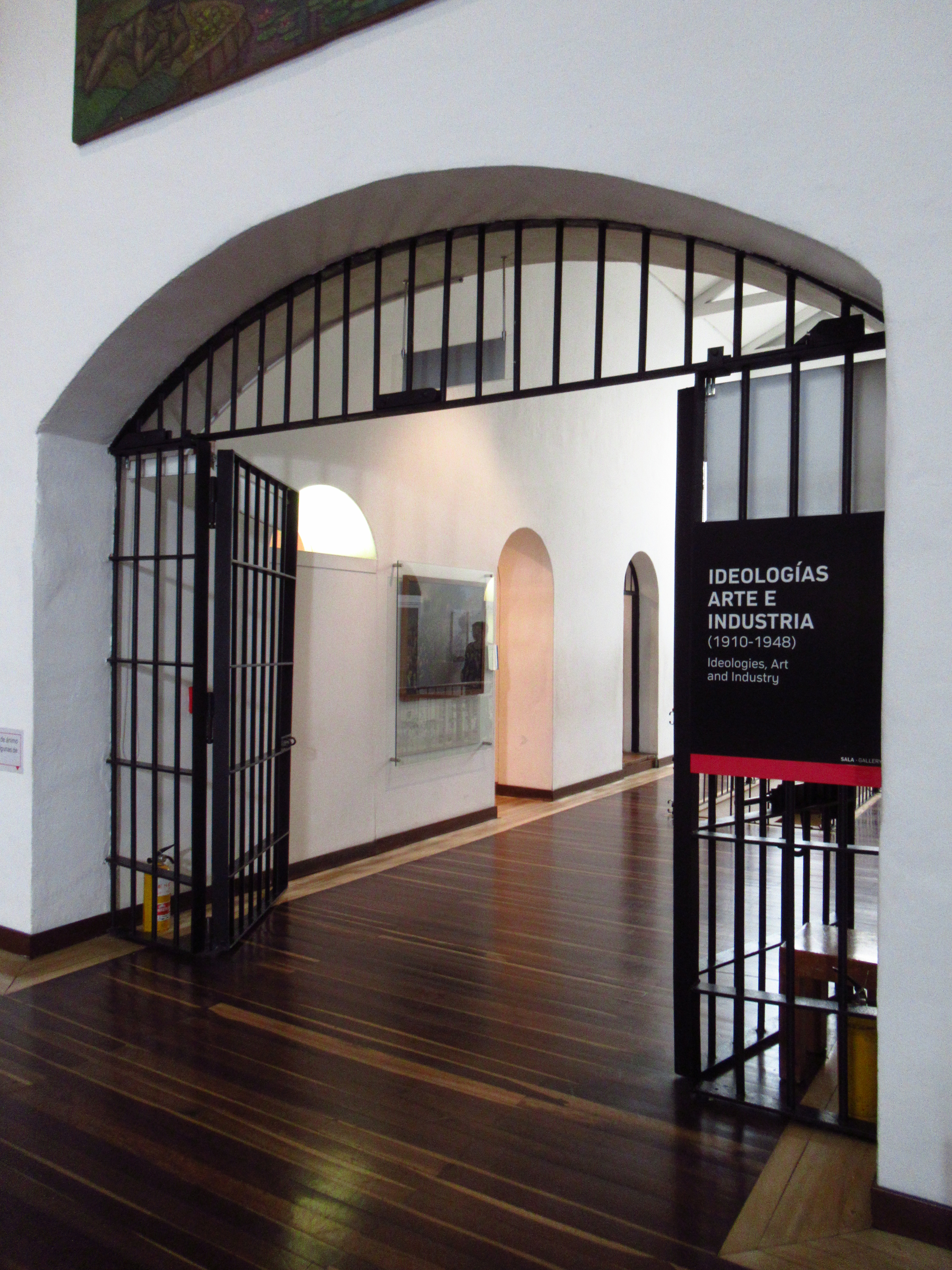
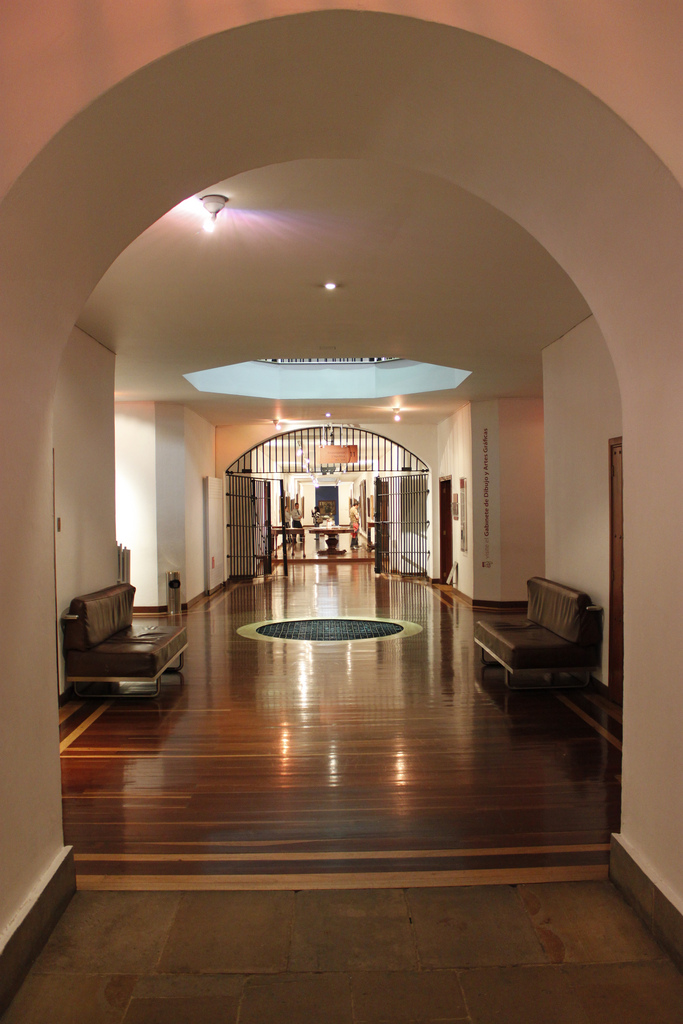